# Mau Boada
Mau Boada   (Sant Celoni, 1981) és un músic multiinstrumentista català conegut sobretot pel projecte personal Esperit!.

## Trajectòria
Amb només onze anys va muntar un grup amb Joan Colomo, i als tretze va gravar la seva primera maqueta. Més endavant va formar part de grups com Les Aus, Matagalls, L'Orquestra Sant Celoni o Zeidun, entre d'altres. Al llarg de la seva trajectòria ha participat en més de 50 treballs discogràfics, ha creat música per a espectacles de circ i obres de teatre, així com dissenys sonors per a exposicions.
Boada va gravar amb Pau Riba i El Petit de Cal Eril l'obra inèdita Els prínceps de Rocamadour, un àlbum conceptual que Riba va concebre en l'època que va viure a Formentera a començament de la dècada del 1970.

## Discografia

### Com a Esperit!
- Endavant continu (Bankrobber, 2011)
- Elèctric mustela (EP, Bankrobber, 2013)[4]
- La lluminosa (Bankrobber, 2014)[5]
- Ilíada (Bankrobber, 2019)[6]
- Cançons (Bankrobber, 2024)[7]